# Rodrigo Vargas Castillo
Rodrigo Mauricio Vargas Castillo (Santa Cruz de la Sierra, 19 de octubre de 1994) es un futbolista boliviano. Juega como delantero en San Antonio Bulo Bulo de la Primera División de Bolivia.

## Trayectoria
Se formó en la Academia Tahuichi Aguilera.

## Selección nacional

### Categorías inferiores
Fue convocado a la Selección sub-17 para disputar el Sudamericano Sub-17 de 2011 que se desarrolló en Ecuador. Debutó en la competición el 12 de marzo ante Ecuador, en total jugó cuatro encuentros sin convertir goles.
En 2015 fue convocado por Marco Barrero para integrar el plantel de la Selección sub-20 que disputó el Sudamericano Sub-20 de 2013 con sede en Argentina, disputó 4 partidos y marcó 2 goles.

### Categorías menores
| Torneo                      | Sede      | Resultado    | Partidos | Goles |
| --------------------------- | --------- | ------------ | -------- | ----- |
| Sudamericano Sub-17 de 2011 | Ecuador   | Primera fase | 4        | 0     |
| Sudamericano Sub-20 de 2013 | Argentina | Primera fase | 4        | 2     |
| Total                       | Total     | Total        | 8        | 2     |

### Selección absoluta
Fue convocado por Xavier Azkargorta en 2013 para una serie de partidos amistosos ante Haití y Brasil. Hizo su debut con la Selección Boliviana el 7 de febrero, en la victoria 2-1 ante Haití, entrando a los 84 minutos en reemplazo de Marcelo Martins.
Jugaría su segundo partido frente a Brasil el 6 de abril, entrando por Juan Carlos Arce en el segundo tiempo, el cual terminaría 0-4.
En 2017 fue convocado por el entrenador Mauricio Soria para jugar las eliminatorias al Mundial de Rusia 2018.
Vuelve a ser convocado en 2018 por César Farías, para disputar una serie de amistosos ante Corea del Sur, Estados Unidos y Serbia.

## Clubes
| Club                  | País    | Año               |
| --------------------- | ------- | ----------------- |
| Oriente Petrolero     | Bolivia | 2012 - 2016       |
| Nacional Potosí       | Bolivia | 2016 - 2017       |
| Petrolero             | Bolivia | 2017              |
| The Strongest         | Bolivia | 2018              |
| FK Karpaty Lviv       | Ucrania | 2018 - 2019       |
| Royal Pari            | Bolivia | 2019 - 2020       |
| Jorge Wilstermann     | Bolivia | 2021 - 2023       |
| Gualberto Villarroel  | Bolivia | 2024              |
| San Antonio Bulo Bulo | Bolivia | 2025 - Actualidad |